# Gerda Winkler
Gerda Winkler ist eine deutsche Diplomatin. Sie ist seit September 2020 Botschafterin der Bundesrepublik Deutschland in Brunei.

## Laufbahn
Gerda Winkler studierte an der Ludwig-Maximilian-Universität in München Rechtswissenschaften und trat nach Ablegung des 2. Juristischen Staatsexamens 1991 in den Auswärtigen Dienst ein.
Anschließend an die Diplomatenausbildung arbeitete sie zunächst von Mai 1992 bis September 1993 als Referentin im Zivilrechtsreferat der Rechtsabteilung des Auswärtigen Amtes und wechselte dann als Leiterin des Rechts- und Konsularreferats an die Botschaft in Peking. Es folgten Aufgaben im Auswärtigen Amt, von April 1997 bis August 1999 in der Europaabteilung und danach, bis Dezember 2001, im Grundsatzreferat der VN-Abteilung.
Von Dezember 2001 bis Juni 2002 arbeitete Winkler als Persönliche Referentin des EU-Sonderbeauftragten für Afghanistan in Kabul und wechselte dann als stellvertretende Leiterin an das Generalkonsulat in Mumbai, Indien. Ab Juni 2004 war sie stellvertretende Leiterin des Sonderstabs Afghanistan im Auswärtigen Amt. Von September 2008 bis August 2011 wirkte sie als stellvertretende Leiterin an der Botschaft Stockholm und wurde dann Referatsleiterin für Regionale Organisationen und - Kooperation im Asien/Pazifik Raum im Auswärtigen Amt in Berlin.
Nach einer einjährigen beruflichen Pause (Juli 2013 bis Juli 2014) folgten weitere Aufgaben im Auswärtigen Amt, zunächst als Leiterin der Arbeitseinheit für Internationale Forschungspolitik und bilaterale wissenschaftlich-technologische Beziehungen und ab Oktober 2015 als Beraterin für den Bericht der Bundesregierung über Religions- und Glaubensfreiheit.
Nach einer dreijährigen Tätigkeit als stellvertretende Leiterin der Botschaft Canberra (Oktober 2016 bis August 2019) arbeitete sie von September 2019 bis August 2020 als stellvertretende Referatsleiterin für Abrüstung B- und C Waffen und wurde dann zur Botschafterin in Brunei mit Dienstsitz in Bandar-Seri-Begawan ernannt. Am 10. September 2020 überreichte Gerda Winkler ihr Beglaubigungsschreiben an den Sultan von Brunei, Hassanal Bolkiah.